# Gongrangzhang
Gongrangzhang, född ?, död 1443, var en kinesisk kejsarinna, gift med Xuande-kejsaren.

## Biografi
Gongrangzhang valdes ut till tronföljarens gemål 1417 och hans kejsarinna 1425. Hon beskrivs som svag och sjuklig, och kejsaren, som föredrog sin konkubin Sun, ogillade henne för att hon inte hade fött en son. 1427 utnämnde hans Suns son till tronföljare och året därpå lät han frånta Gongrangzhang hennes titel och förvisa henne till en enskild bostad i förbjudna staden - han tvingade henne dock inte till att bli nunna, som avsatta kejsarinnor annars ofta blev. Hon behandlades dock fortfarande med omsorg av sin svärmor, som tog hennes parti.